# バーント・パイン

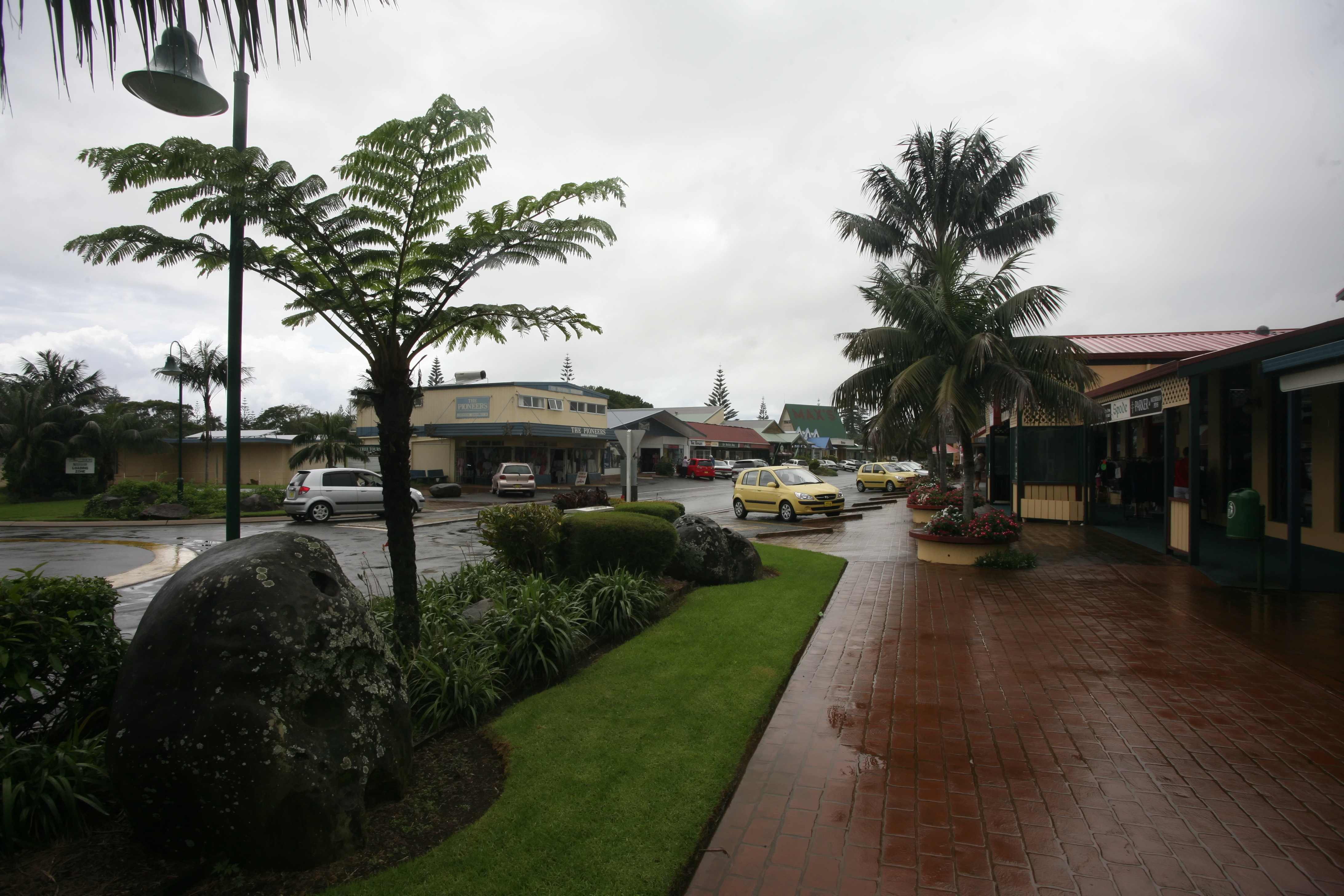

バーント・パイン（Burnt Pine）とは南太平洋のオーストラリア領ノーフォーク島にある集落地。
ノーフォーク島のほぼ中央部に位置する。ノーフォーク島の中心地はキングストンだが、バーント・パインはノーフォーク島の商業の中心地的な存在であり、キングストンに続いて2番目に大きい集落地でもある。銀行やスーパーマーケット、カメラや電子製品から、装飾用の陶磁器、水晶、宝石類の店、免税店やブティック店など色々な店があり、観光客が訪れる。またノーフォーク島空港にも近い。